# Bergbaulehrpfad Bockwa

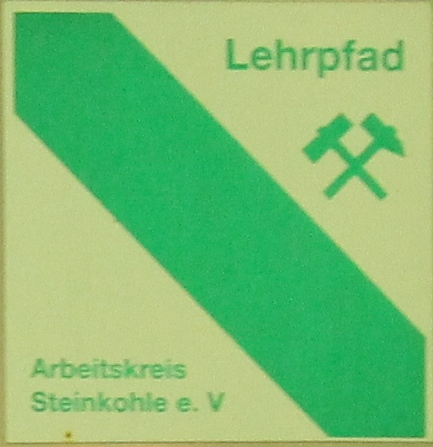
Logo des Bergbaulehrpfads Bockwa

Der Bergbaulehrpfad Bockwa ist ein am 7. September 1996 eröffneter Bergbaulehrpfad im Zwickauer Steinkohlenrevier. Das Wegesymbol ist ein weißes Quadrat mit einem diagonal von links oben nach rechts unten verlaufenden grünen Band.

## Geschichte

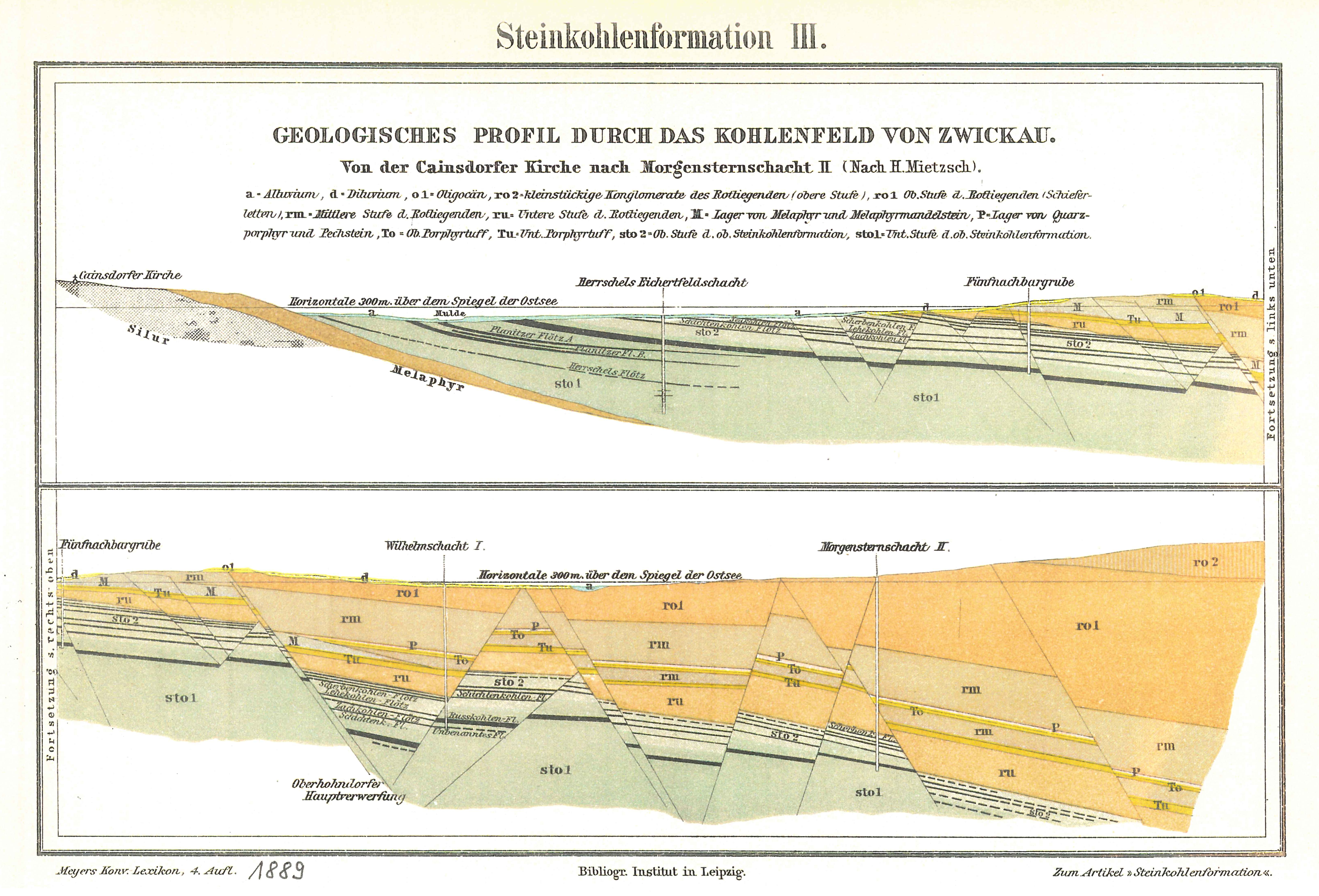
Geologischer Schnitt durch das Zwickauer Steinkohlenrevier. Der obere Teil zeigt den Bereich des Bergbaulehrpfades (Mulde bis Herrschels Schacht).

Nachdem die Arbeitsgruppe Technik des Arbeitskreises „Steinkohlenbergbau Zwickau“ 1995 bereits den Lehrpfad Schedewitz–Oberhohndorf eröffnet hatte, folgte ein Jahr darauf der zweite Bergbaulehrpfad, der sich mit dem Bockwaer Revier befasste.
Zu Beginn der 2000er-Jahre mussten die ursprünglichen Hinweistafeln aufgrund von Vandalismus durch Edelstahltafeln ersetzt werden.

### Bockwaer Revier
Der 1458 ersterwähnte Steinkohlenbergbau auf den Fluren des Dorfes Bockwa ist nach dem Planitzer der zweitälteste im Zwickauer Revier. Er war jahrhundertelang durch die Kohlebauern geprägt, die im Winter unter ihren Feldern die relativ tagesnah liegende Steinkohle abbauten. In Bockwa galt noch die Allmende, so dass die Kohle unter den Allmendeflurstücken allen Einwohnern gehörte. Dies fand im 19. Jahrhundert seinen Ausdruck in den Altgemeindeschächten (Steinkohlenwerk Altgemeinde Bockwa; Altgemeinde = Allmende).
Geographisch und geologisch waren zwei Faktoren prägend: die Zwickauer Mulde, die die Gemeinde Bockwa in den links- und den rechtsmuldischen Teil trennte, sowie die flache Gestalt der Muldenaue, unter der in Teufen von 80 bis etwa 240 m sehr mächtige Steinkohlenflöze lagen.
| Flözname                                | durchschnittliche Mächtigkeit in m | durchschnittliche Teufe in m |
| --------------------------------------- | ---------------------------------- | ---------------------------- |
| Lehekohlenflöz                          | 1,0–2,0                            | 85                           |
| Zachkohlenflöz I                        | 1,1–1,5                            | 85                           |
| Zachkohlenflöz II                       | 1,8                                | 80                           |
| Schichtenkohlenflöz II                  | 2,1–3,8                            | 100                          |
| Rußkohlenflöz I                         | 3,0                                | 130                          |
| Rußkohlenflöz II                        | 2,5–3,5                            | 140                          |
| Tiefes Planitzer Flöz, obere Abteilung  | 1,6–2,3                            | 150                          |
| Tiefes Planitzer Flöz, untere Abteilung | 1,9–4,5                            | 170                          |

Durch das verhältnismäßig geringmächtige Deckgebirge und die großen abgebauten Mächtigkeiten sowie der Tatsache, dass der Abbau links- wie rechtsmuldisch als auch unter der Mulde selbst umging, senkte sich auch das Bett der Mulde. Durch Klüfte im Deckgebirge lief permanent Muldenwasser in die Grubenbaue der Bockwaer Steinkohlenwerke, die diese Mengen einzeln nicht gewältigen konnten. So schlossen sich 1837 zwölf betroffene Gruben zur Bockwaer Wasserhaltungsgewerkschaft zusammen, die zunächst 1853 den Wasserhaltungsschacht I teufte, der ausgemauert und mit besonders starken Pumpen versehen war. Er übernahm die zentrale Wasserhaltung des Bockwaer Reviers. 1872 wurde der Wasserhaltungsschacht II geteuft, der Schacht I ergänzte. Eine weitere Wasserschutzmaßnahme der Wasserhaltungsgewerkschaft war die Errichtung einer bis ins feste Gebirge gegründeten Mauer auf der rechten Muldenseite, die das Muldenwasser fernhalten sollte. Diese Mauer wurde aber durch die Abbaueinwirkungen bereits nach nicht allzu langer Zeit beschädigt, so dass der Effekt eher gering blieb.
1888 wurde durch Verfügung des Bergamtes Zwickau die neue Wasserhaltungsgesellschaft gegründet, die die Aufgaben ihrer Vorgängerin übernahm und 1890 einen neuen Wasserhaltungsschacht abteufte. Dieser Schacht hatte eine runde Schachtscheibe, war wasserdicht ausgemauert, aufgesattelt und mit einer gemauerten Schachtfeste umgeben. Die Wasserhaltungsschächte I und II waren veraltet und wurden abgeworfen, als der neue nur Wasserhaltungsschacht genannte Schacht 1892 in Betrieb ging.
Durch die muldennahe Lage war das Bockwaer Revier immer wieder besonders stark von Muldenhochwässern betroffen. Beim großen Hochwasser vom 1. Juli 1897 brach der Muldendamm. Die gesamte Bockwaer Senke stand unter Wasser, alle Schächte ersoffen. Auch der neue Wasserhaltungsschacht ersoff. Es dauerte bis 1899, um die 6,7 Millionen Kubikmeter Wasser zu heben und die Förderung wieder aufzunehmen.
Etwa um 1910 zeichnete sich die Erschöpfung der Kohlevorräte ab. 1913 übernahm der Erzgebirgische Steinkohlen-Aktienverein (EStAV) das Steinkohlenwerk Altgemeinde und die meisten der kleineren Werke. Da aufgrund der großen organisatorischen Zersplitterung des Bockwaer Reviers noch viele Restpfeiler anstanden, wurden diese vom EStAV noch gewonnen, was sich bis 1944 hinzog.
Der Wasserhaltungsschacht wurde noch bis in die 1960er-Jahre genutzt, um die zusitzenden Wässer von den nördlich gelegenen Werken (EStAV, nunmehr VEB Steinkohlenwerk August Bebel; VEB Steinkohlenwerk Karl Marx und VEB Steinkohlenwerk Martin Hoop) fernzuhalten. Er wurde 1966 verfüllt, womit die Geschichte des Bockwaer Reviers endete. Insgesamt existierten auf Bockwaer Flur mehrere hundert Schächte, von denen die meisten Haspelschächte von nur geringer Teufe waren. Mitte des 19. Jahrhunderts waren 84 größere Schächte in Betrieb, und das Bockwaer Revier erbrachte mit 1200 Bergleuten etwa die Hälfte der Gesamtförderung des Zwickauer Reviers.

### Bockwaer Senke
Die abgebaute Gesamtkohlenmächtigkeit betrug bis zu 22 m. Dadurch senkte sich die Tagesoberfläche in Bockwa stark ab und liegt nun im Bereich des Lehrpfades rund 4 Meter unter dem Muldenspiegel. Dieses Poldergebiet hat eine Größe von 9 ha. Ohne Wasserhaltung würde sich in der Bockwaer Senke ein See ausbilden (Ewigkeitskosten). Daher wird die Pumpstation Bockwa betrieben, die etwa 4000 m³ Wasser täglich in die Mulde überhebt. Es sind zwei Pumpen vorhanden, von denen eine als Reserve dient. Die Pumpen werden von der AM Medienservice + Dienstleistungs GmbH betrieben. Im Falle einer technischen Störung würde das THW zum Einsatz kommen, um das Volllaufen der Senke zu verhindern. Das Wasser der Bockwaer Senke ist wenig bis nicht mit polyzyklischen aromatischen Kohlenwasserstoffen (PAK) belastet.

## Stationen
1. Matthäuskirche (starke Bergschäden, mehrfach gesperrt, in den 2000er-Jahren saniert)
2. Kohlenstraße
3. Dampfmühlenschacht
4. Wetterschacht und Richardschacht
5. Wasserhaltungsschächte I und II
6. Kleingartenanlage „Am Felsen“ (Falck-, Commun- und Turmschächte sowie Mundlöcher des Knospe- und Bockwa-Reinsdorfer Stollns)
7. Steigerhaus Fritscheschacht
8. Wasserhaltungsschacht
9. Michael Dreschers Steinkohlenwerk
10. Bahndamm der Bockwaer Kohlenbahn
11. Steinkohlenwerk „Junger Wolfgang“
12. Behringstraße (Schacht I „Eberts Erben“ und Schacht I „Kraft & Lücke“; Verbindung zum Bergbaulehrpfad Schedewitz–Oberhohndorf über Hofleite/Comeniusweg)
13. Bahndamm, Ausblick nach Süden mit: Schellerschacht, Steinkohlenwerk (Stkw.) Hering & Co., Stkw. G. Falk Schacht II und Stkw. Möckel Schacht I
14. Hinweistafel Ausbiss Steinkohlenflöze
15. Halde 21
16. Bockwaer Senke

Der Bergbaulehrpfad hat eine Länge von etwa 2 km. Der tiefste Punkt liegt an der Schneeberger Straße bei der Matthäuskirche mit etwa 263 m ü. NHN, der höchste Punkt ist die Station Nr. 12 mit etwa 282 m NHN.

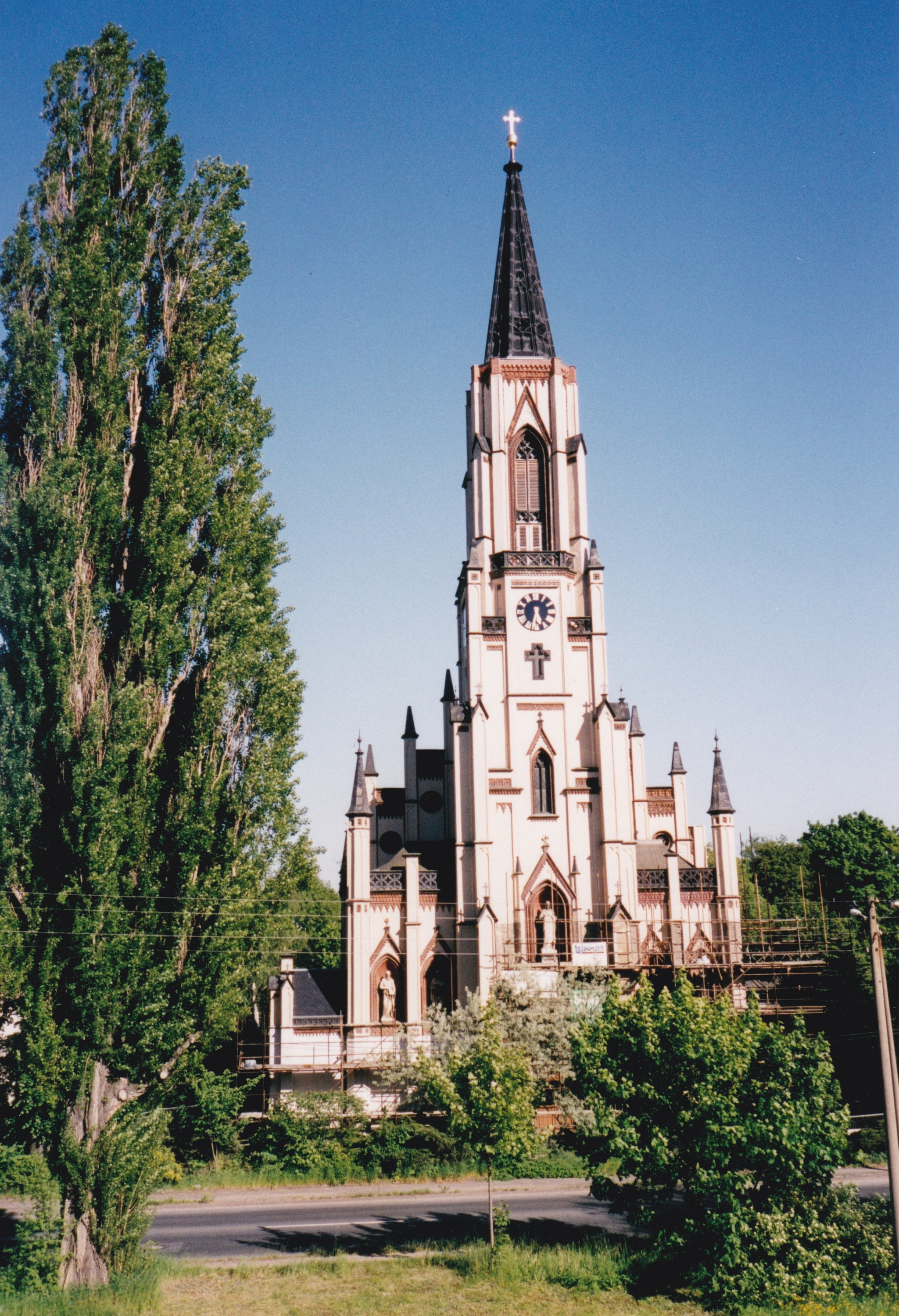
Nr. 1 Matthäuskirche während der Sanierung
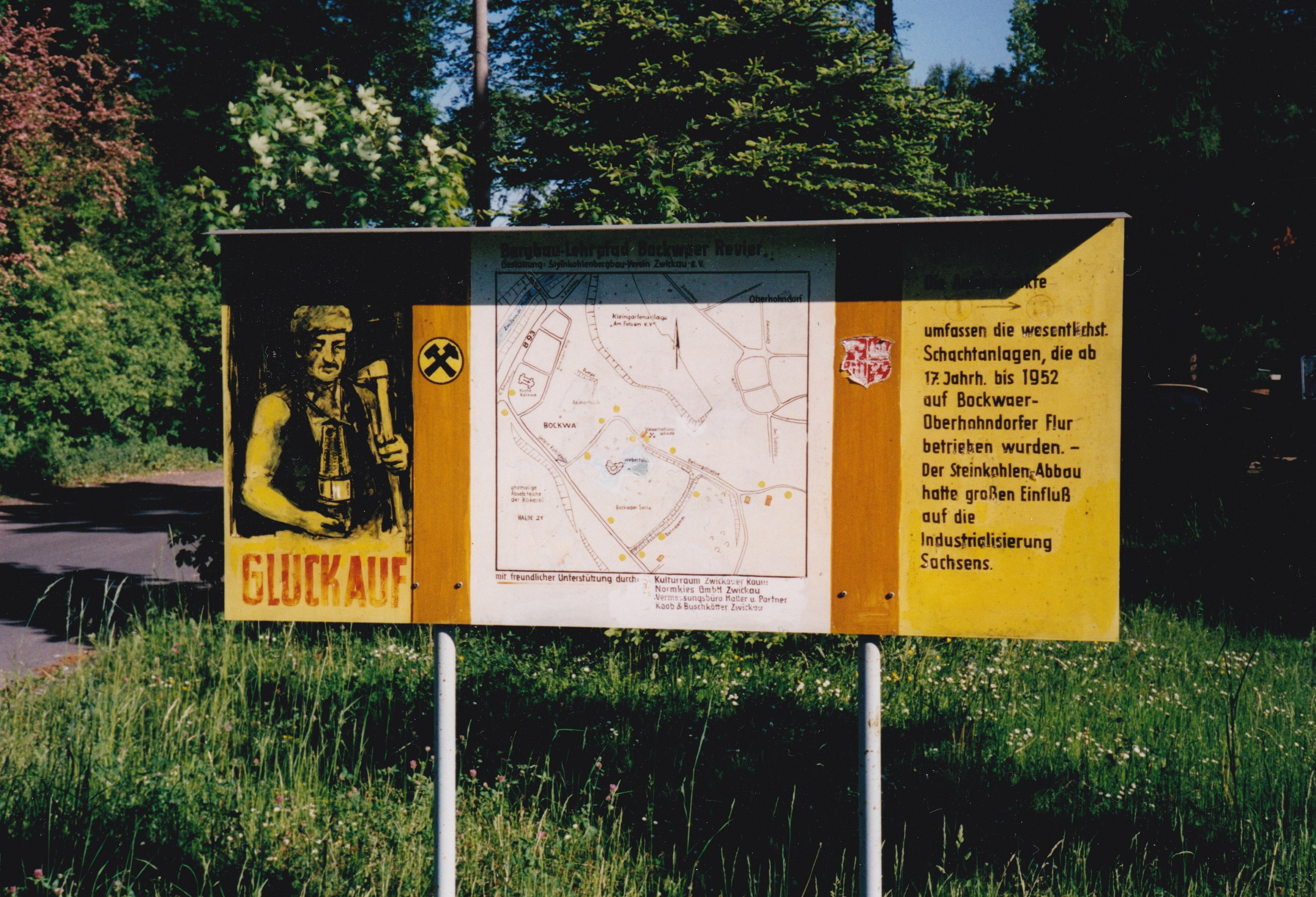
Nr. 2 Übersichtstafel am Beginn der Kohlenstraße
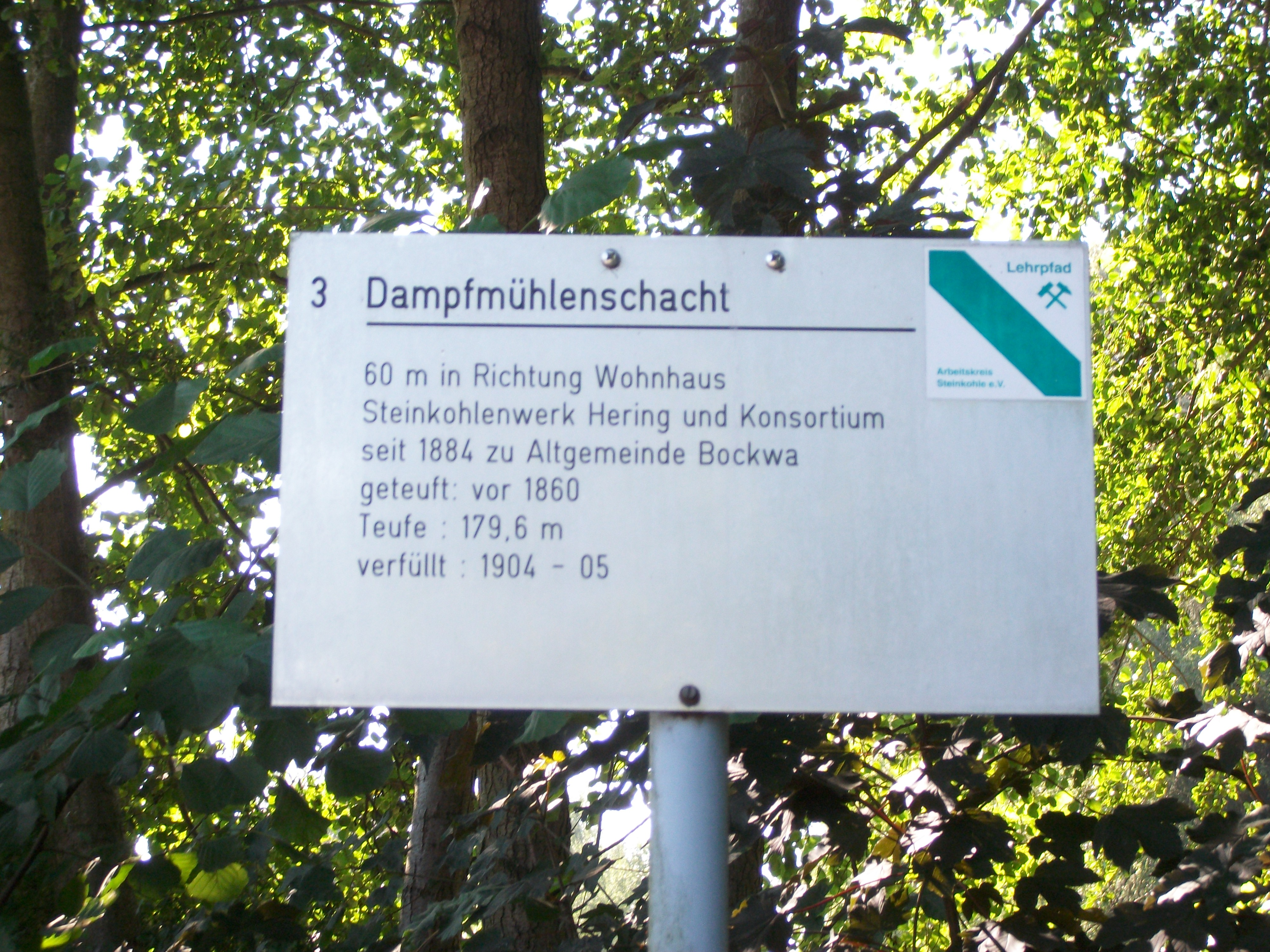
Nr. 3 Dampfmühlenschacht
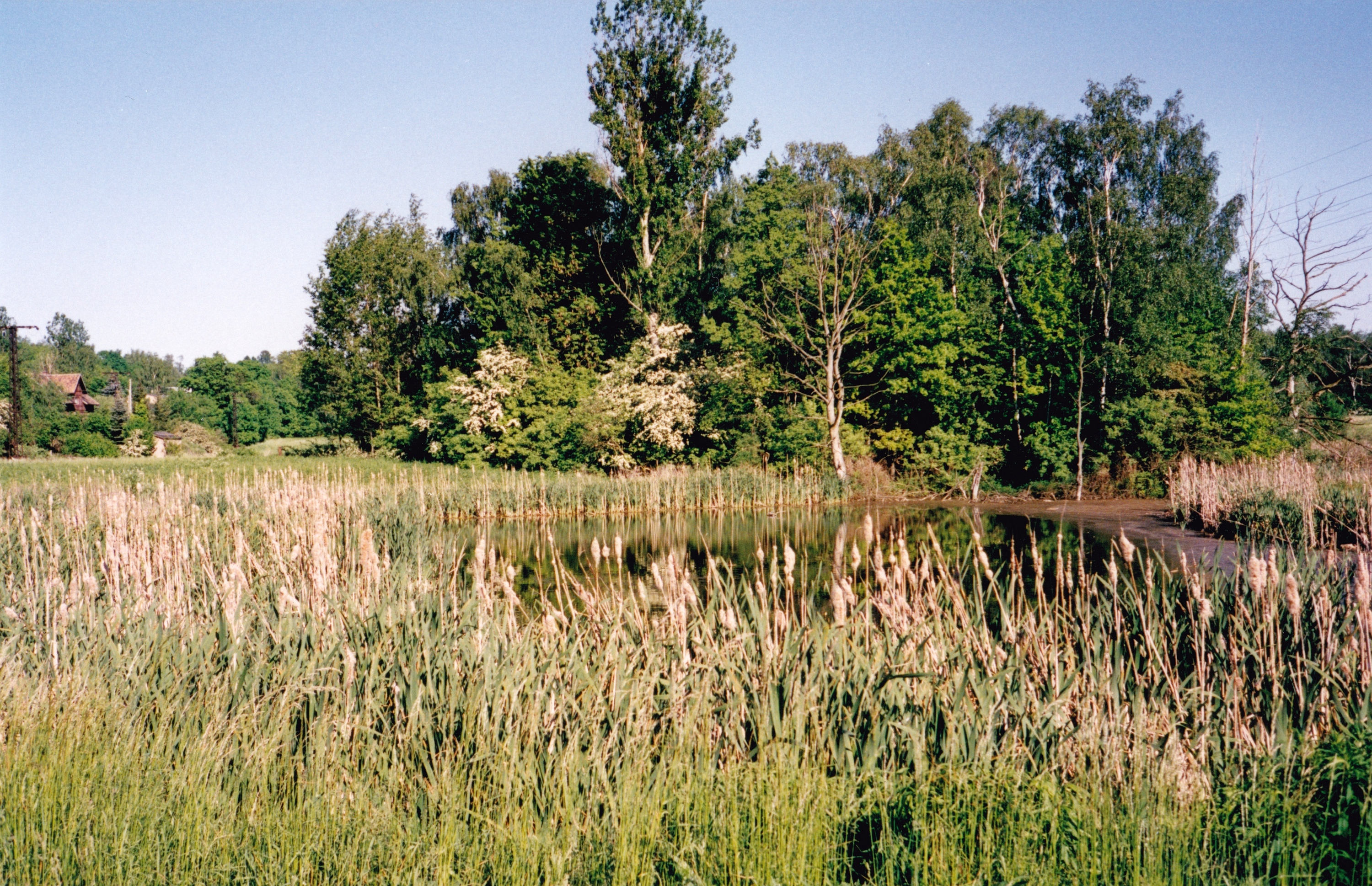
Nr. 4 die wassergefüllten Bingen des Richard- und Wetterschachtes bilden den Weberteich
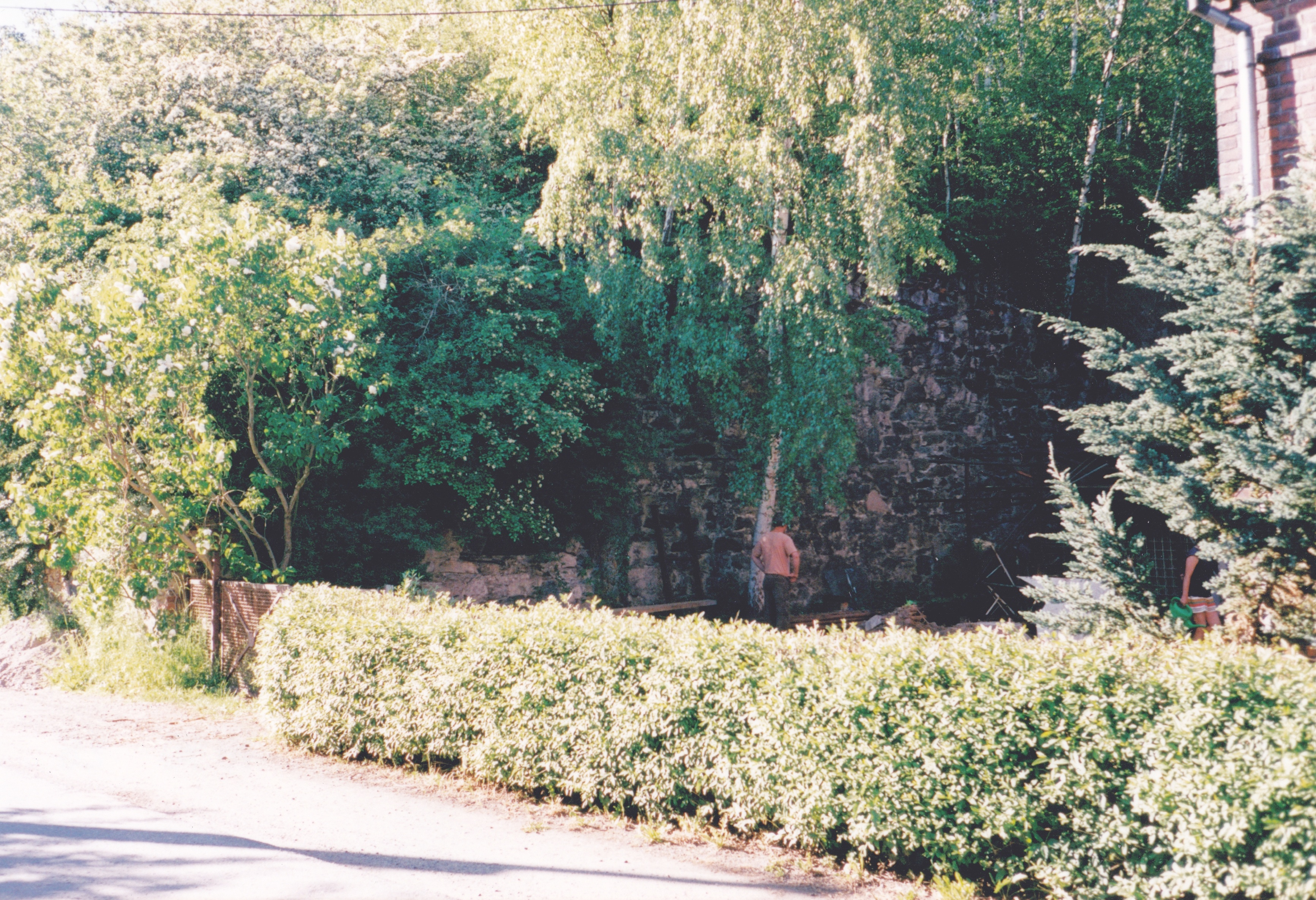
Nr. 8 Die Aufsattelung des Wasserhaltungsschachtes ist noch erkennbar
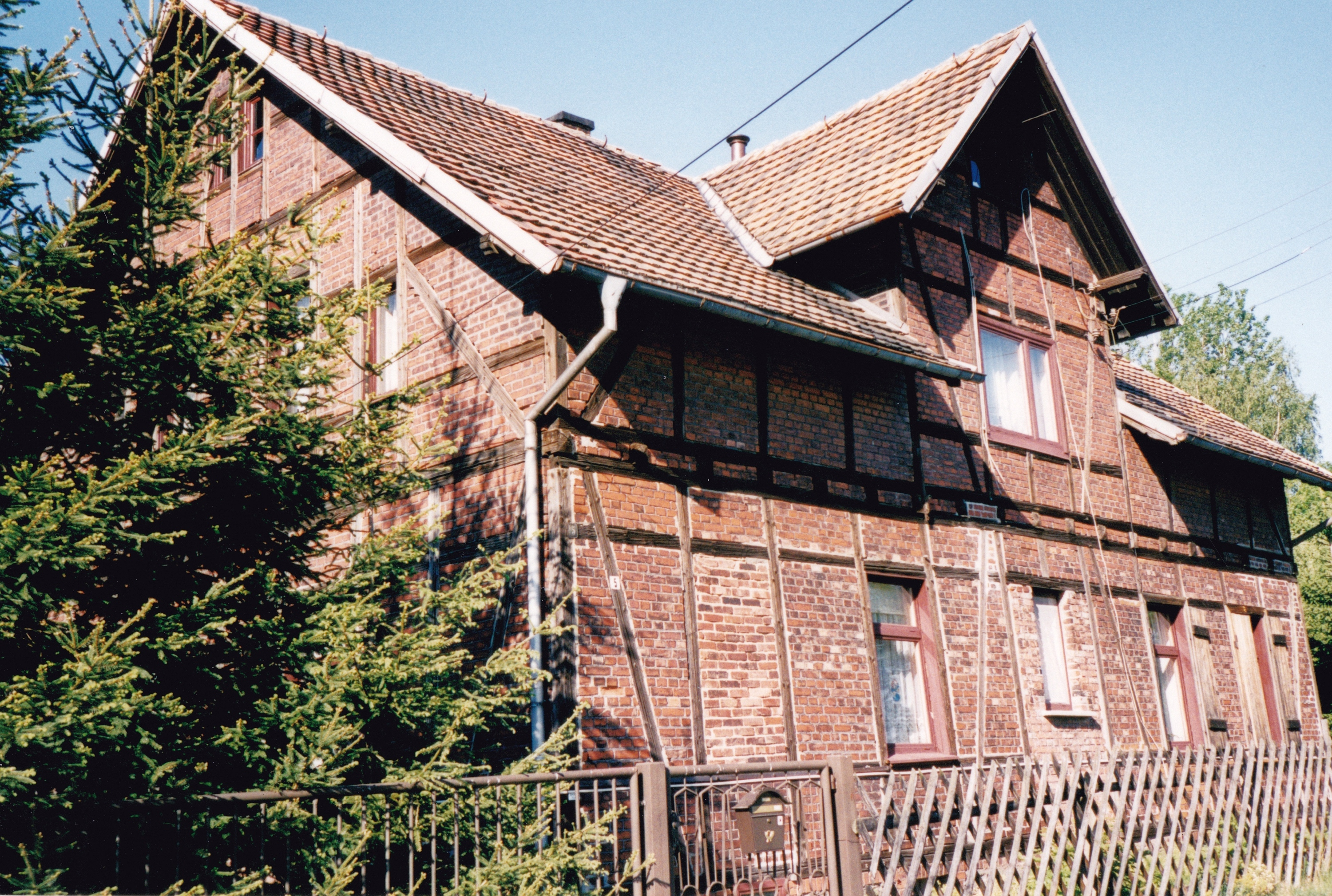
Nr. 9 Beamtenwohnhaus des Steigers von Dreschers Steinkohlenwerk (Behringstraße 5)
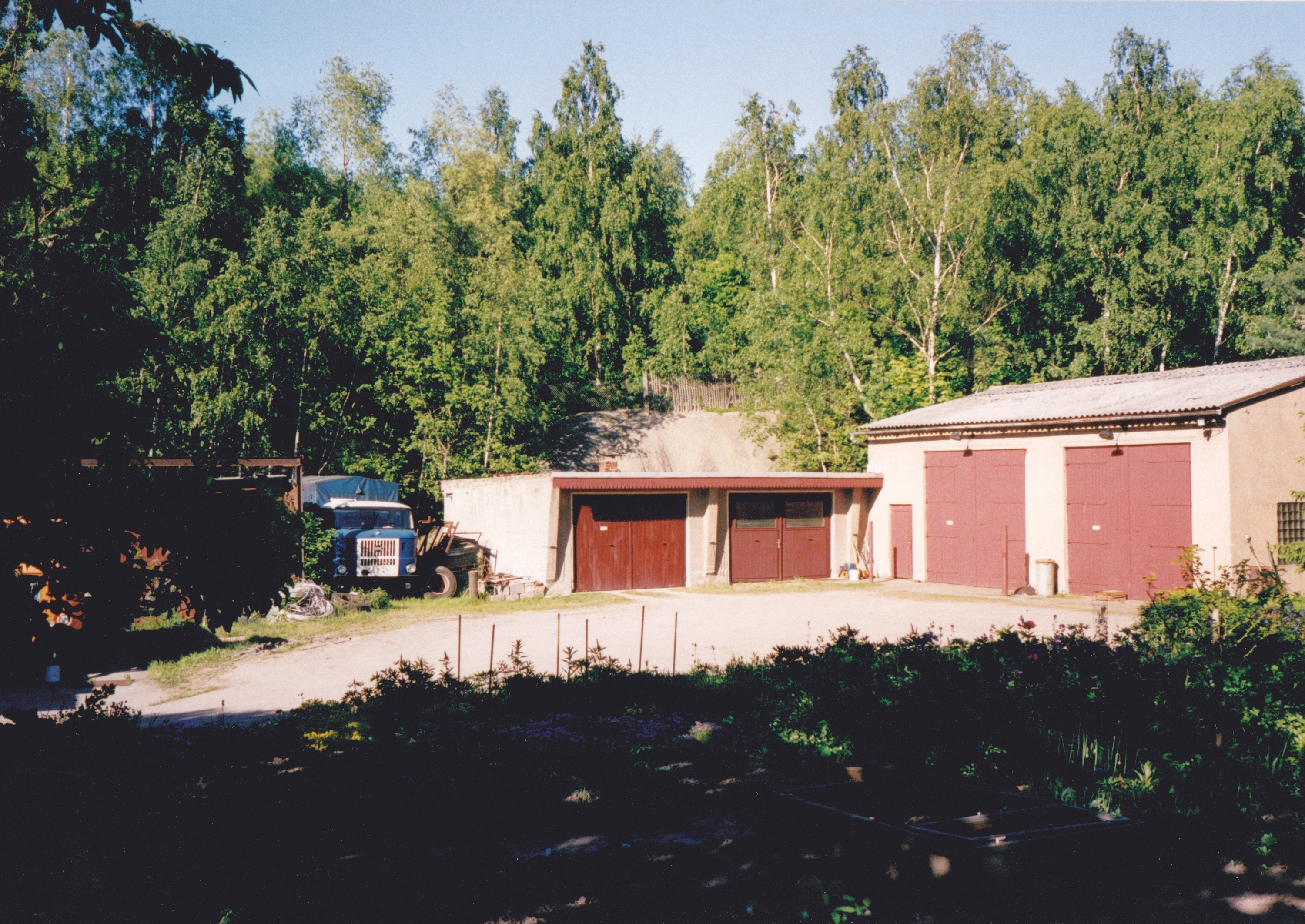
Nr. 9 Gelände von Dreschers Steinkohlenwerk, im Hintergrund die Halde des Wasserhaltungsschachtes
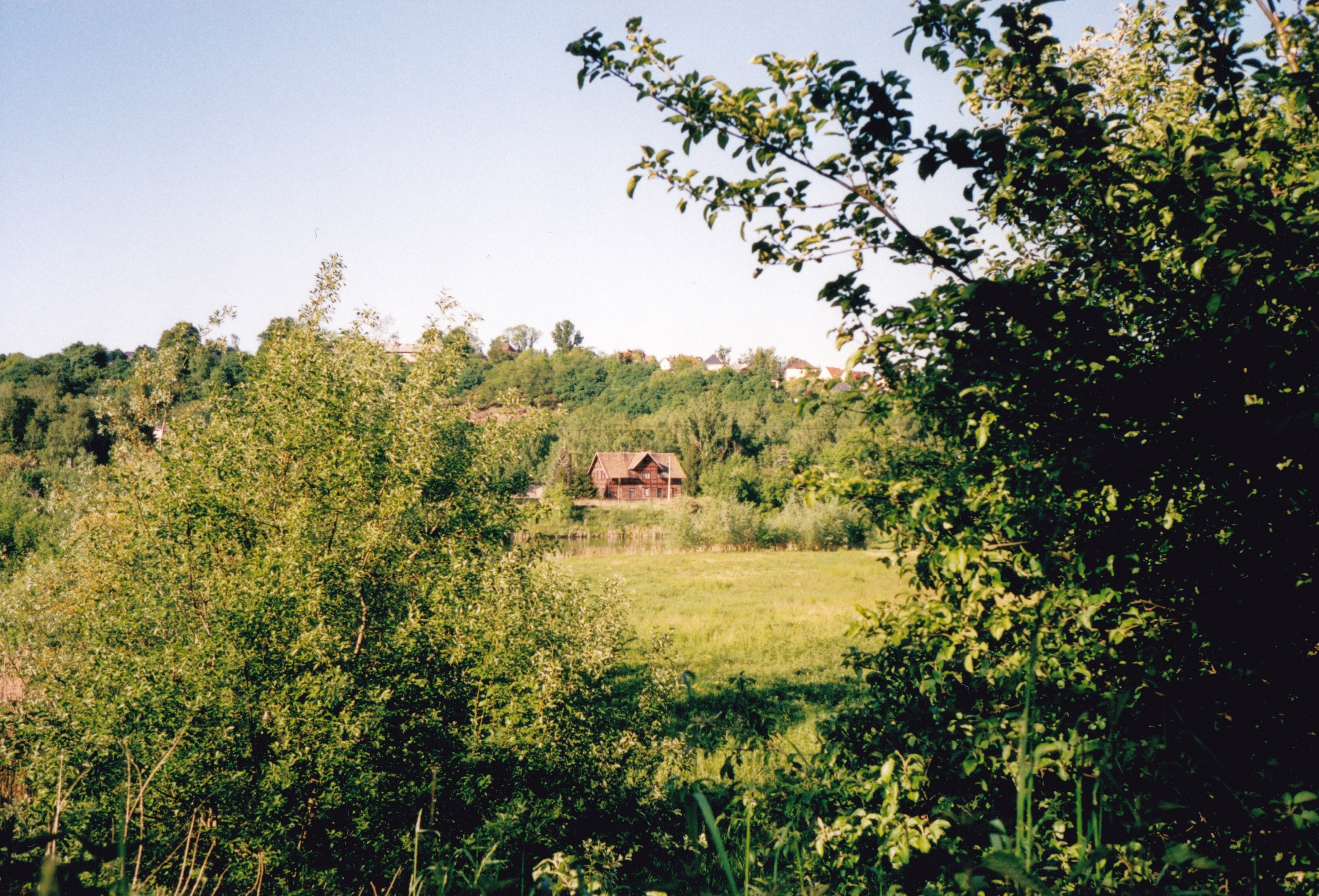
Nr. 13 Bahndamm der Kohlenbahn, Blick zu Dreschers Steigerhaus
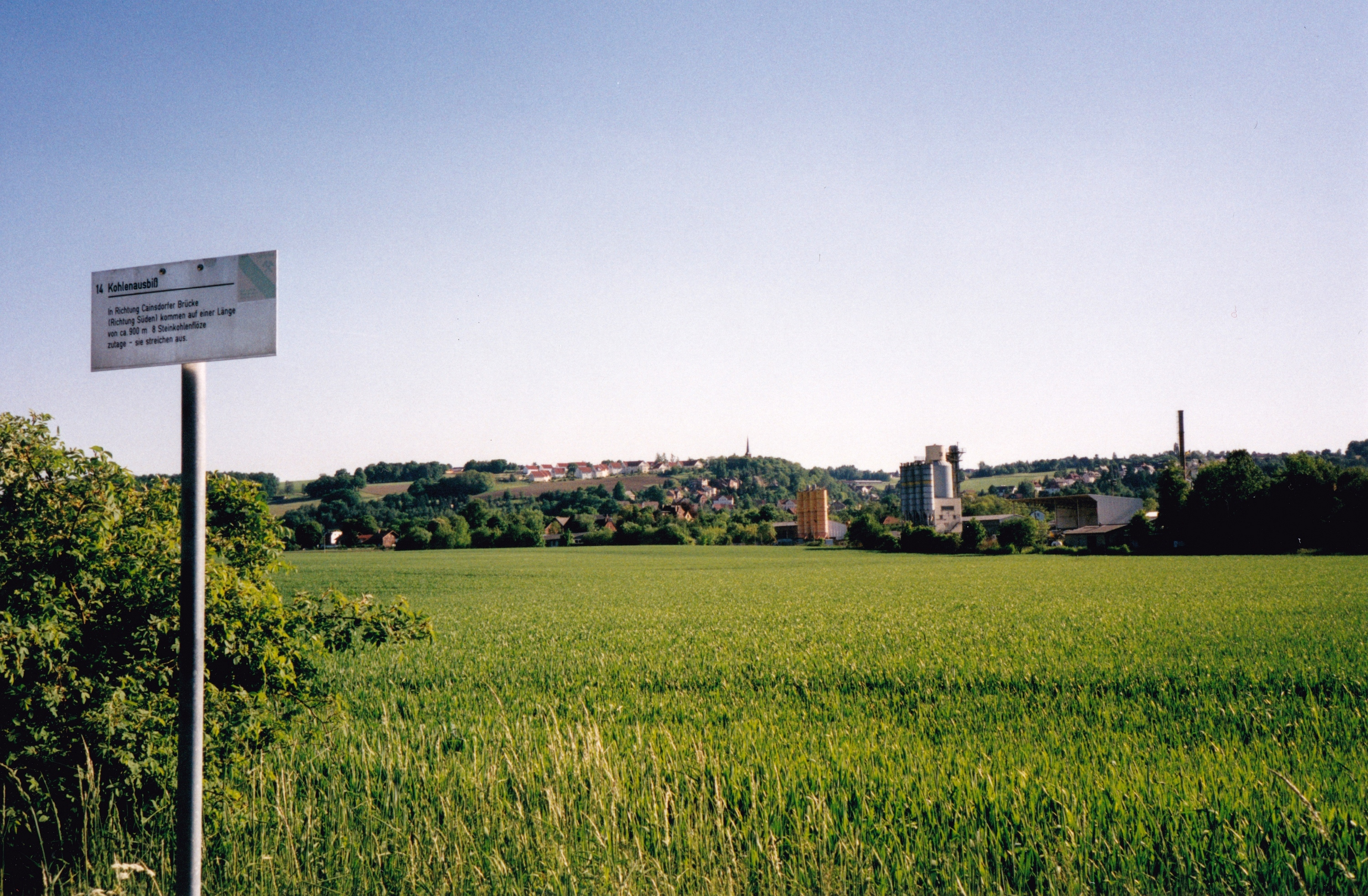
Nr. 14 Auf diesem Feld strichen die Flöze aus
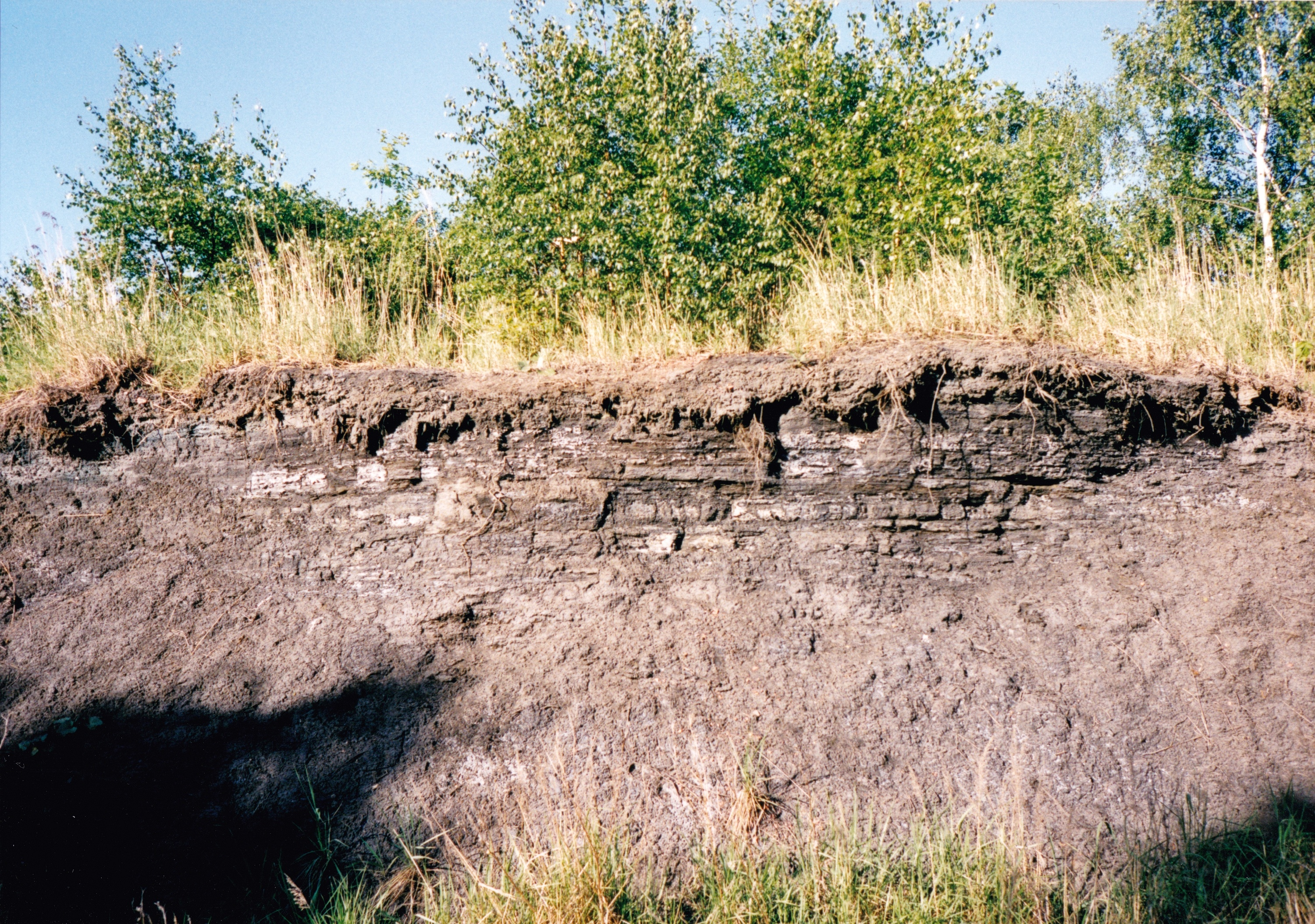
Nr. 15  Die Halde 21 diente als industrielle Absatzanlage (= Schlammteich). Der Kohlenschlamm wurde zum Teil als Teichfilterkohle gewonnen und verwertet
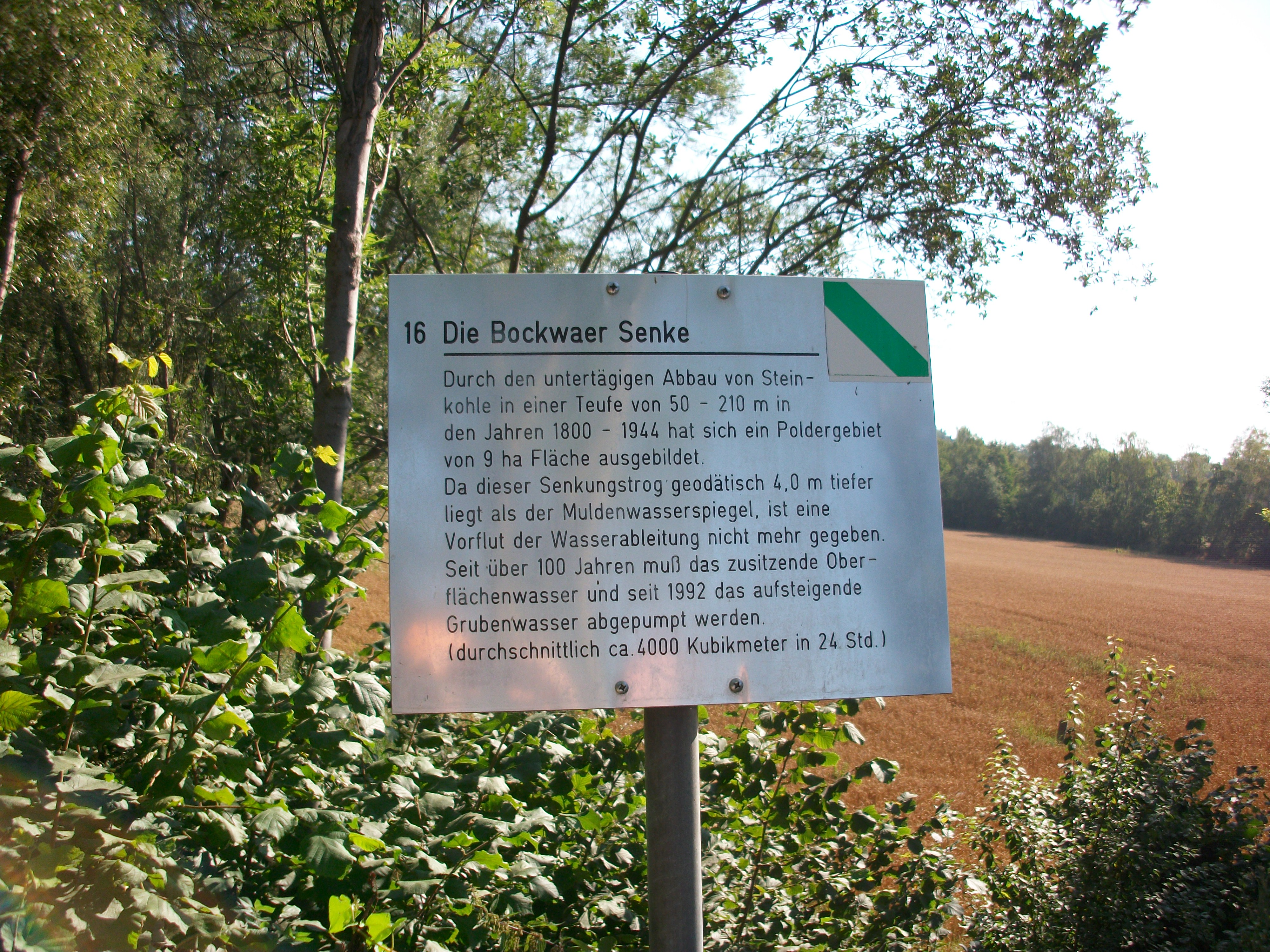
Nr. 16 Die Bockwaer Senke
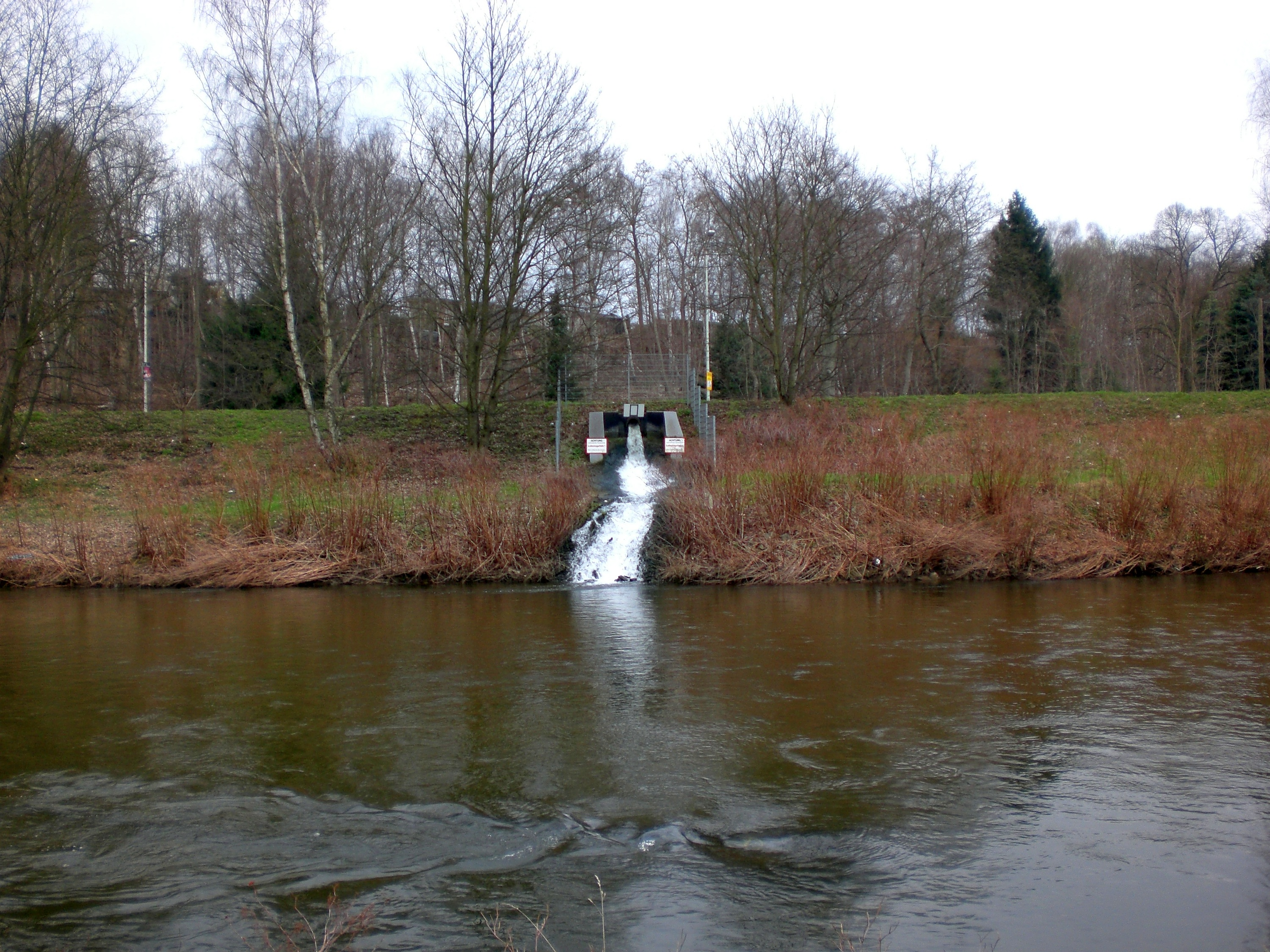
Der Überlauf des Wassers der Bockwaer Senke in die Mulde